# Penares ochracea
Penares ochracea är en svampdjursart som först beskrevs av Carter 1886.  Penares ochracea ingår i släktet Penares och familjen Ancorinidae. Inga underarter finns listade i Catalogue of Life.